# José Berríos
Pour les articles homonymes, voir Berrios.
José Orlando Berríos (né le 27 mai 1994 à Bayamón, Porto Rico) est un lanceur droitier des Blue Jays de Toronto de la Ligue majeure de baseball.

## Carrière
José Berríos est le 32e athlète réclamé au total lors du repêchage 2012 de la Ligue majeure de baseball et est le second joueur choisi au premier tour de sélection par les Twins du Minnesota, après Byron Buxton (2e choisi au total). 
Berríos participe à la Classique mondiale de baseball 2013 avec l'équipe de Porto Rico qui atteint la finale de la compétition. Il joue aussi avec Porto Rico à la Classique mondiale 2017.
Il fait ses débuts dans le baseball majeur avec Minnesota le 27 avril 2016. Il connaît une saison recrue très difficile avec une moyenne de points mérités de 8,02 en 14 départs comme lanceur partant et 58 manches et un tiers lancées pour les Twins. Il s'impose cependant et connaît du succès dans la rotation de lanceurs partants des Twins durant la première moitié de la saison 2017,.